# Säumerstall (Altböckstein)

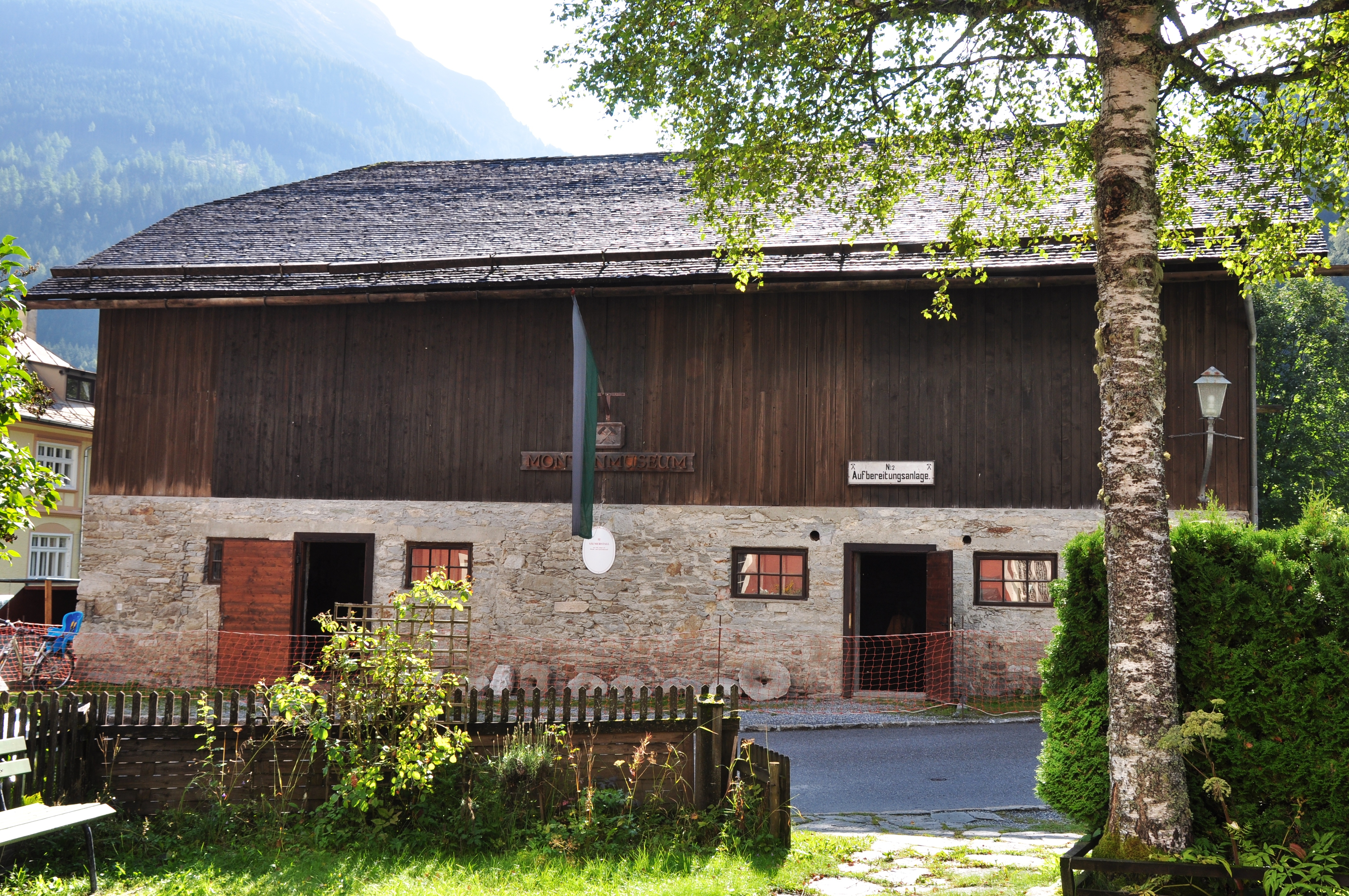
Ehemaliger Säumerstall in Altböckstein

Der ehemalige Säumerstall der historischen Bergwerkssiedlung Altböckstein befindet sich in der Ortschaft Böckstein der Gemeinde Bad Gastein im Bezirk St. Johann im Pongau im Land Salzburg. Er wird als Ausstellungsgebäude des Montanmuseums Altböckstein genutzt und steht unter Denkmalschutz (Listeneintrag).

## Geschichte
Am 14. Jänner 1741 wurden die Anlagen des Gold-Bergbaus in der Peck durch eine mächtige Lawine zerstört. In den folgenden Jahren wurde die Montansiedlung Altböckstein als barockes Bauensemble bis 1745 planmäßig angelegt und 1764 vollendet. Nach dem Bau des Wasserkanals, des Verwalterhauses, des Salzstadls, des Arbeiterwohnhauses und der Badestube wurde um 1745 der sogenannte Säumerstall als Pferde- und Sackzieherstall erbaut. Darin waren die Saumpferde und die Begleithunde der Sackzieher untergebracht.
Die Fläche zwischen dem Säumerstall und dem Wohngebäude diente zum Trocknen der Erzsäcke.
Im Jahr 1993 wurde der Säumerstall im Zuge der Montandenkmalpflege „Alt-Böckstein“ restauriert und als Museumsgebäude adaptiert. 

## Beschreibung
Das zweigeschoßige Gebäude besitzt ein steiles Schopfdach.
Das Erdgeschoß ist gemauert, das Obergeschoß als Holzbau verschalt.
Auf der gegenüberliegenden Straßenseite befindet sich das ebenfalls denkmalgeschützte Pochwerk Altböckstein.

## Museum
Im Herbst 1993 wurde im Säumerstall nach alten Plänen eine funktionsfähige Erzaufbereitungsanlage eingerichtet, mit der erzhaltige Gesteine zerstampft und taube Teile von den Goldteilchen mittels Waschverfahren und nachfolgendem Amalgamationsverfahren getrennt werden können.